# Vatikanska knjižnica
Vatikanska knjižnica (Latinski: Bibliotheca Apostolica Vaticana), knjižnica je Svete Stolice, smještena u Vatikanu. Jedna je od najstarijih knjižnica na svijetu i posjeduje jednu od najznačajnijih kolekcija povijesnih tekstova. Službeno uspostavljena 1475., iako u stvarnosti znatno starija, ima 75.000 kodeksa iz povijesti. Od srpnja 2007. knjižnica je privremeno zatvorena za javnost zbog obnove, za koju se očekuje da će biti dovršena u rujnu 2010.

## Povijesna razdoblja
Znanstvenici su tradicionalno dijelili povijest Vatikanske knjižnice na pet razdoblja:
- Pred-lateransko. Početni dani knjižnice, u ranijem dobu kršćanstva, prije preseljenja u Lateransku palaču. Neznatan broj svezaka je ostao sačuvan do danas, iako su neki od njih vrlo važni.
- Lateransko. Trajalo do kraja 13. stoljeća i pontifikata Pape Bonifacija VIII.
- Avignonsko. Ovo razdoblje je rezultiralo povećanjem broja knjiga i memoara papa čija je rezidencija bila u južnoj Francuskoj u Avignonu. Traje između smrti Pape Bonifacija i povratka papinstva u Rim 1370-ih.
- Pred-vatikansko. Od 1370-ih do 1446. godine kada su dijelovi knjižnične građe rasuti po dijelovima Rima, Avignonu i drugdje.
- Vatikansko. Počinje oko 1448. i preseljenja knjižnice u Vatikan i kontinuirano traje do danas.

## Ustanovljenje Vatikanske knjižnice
Papa Nikola V. osnovao je knjižnicu u Vatikanu 1448. kombinirajući oko 350 grčkih, latinskih i hebrejskih kodeksa naslijeđenih od njegovih prethodnika sa svojom vlastitom zbirkom i ekstenzivnim akvizicijama, između kojih i rukopisima iz carske Konstantinopolske knjižnice. Bibliotheca Apostolica Vaticana osonovana je 1475. godine.
Kada je njen prvi knjižničar, Bartolomeo Platina, napravio popis 1481., knjižnica je posjedovala preko 3500 djela, što ju je činilo daleko najvećom knjižnicom u zapadnom svijetu. Oko 1587. Papa Siksto V. unajmio je arhitekta Domenica Fontanu da konstruira novu zgradu za knjižnicu, koja je u upotrebi do današnjeg vremena.

## Trenutni posjed
U današnje vrijeme knjižnica posjeduje oko 75 tisuća rukopisa i preko 1 100 000 tiskanih knjiga, što uključuje i oko 8 500 inkunabula. Vatikanski tajni arhivi odvojeni su od knjižnice početkom 17. stoljeća. Oni sadrže još 150 tisuća djela.
Među najpozantijim djelima u posjedu knjižnice nalazi se Codex Vaticanus, najstariji poznati, skoro cjelovit rukopis Biblije. Tajna povijest koju je napisao Procopius otkrivena je u knjižnici i objavljena 1623. 
U posjedu se nalazi i zbirka crkvenih dokumenata pape Grgura VII. Collectio canonum.
Vatikanska knjižnica je istraživačka knjižnica za povijest, pravo, filozofiju, znanost i teologiju, a otvorena je svakome za čije je istraživanje potreban uvid u sadržaj djela.

## Vanjske poveznice
- Online stranice Vatikanske knjižnice
- Katalog Vatikanske knjižnice  Arhivirana inačica izvorne stranice od 2. veljače 2004. (Wayback Machine)
- Europska knjižnica  Arhivirana inačica izvorne stranice od 20. svibnja 2007. (Wayback Machine), pregled naslova Vatikanske knjižnice